# Openbravo
Openbravo S.L. è una società di software open source commerciale con sede a Pamplona, in Spagna, fondata nel 2001 con il nome di Tecnicia (dal 2006 Openbravo).
La società è responsabile dello sviluppo di due prodotti: Openbravo ERP ed Openbravo POS. Per la distribuzione e l'implementazione mondiale del proprio software, Openbravo collabora fortemente con la propria rete di partner.
Openbravo è membro della Open Solutions Alliance, una organizzazione non-profit che lavora alla standardizzazione open source. Openbravo ha vinto per sei volte l'Infoworld Bossie award come miglior software open source per Openbravo ERP, l'ultimo nel settembre 2013.
Openbravo ERP è un software ERP web based per piccole e medie imprese rilasciato sotto licenza pubblica Openbravo e Mozilla Public License licenza open-source ma non libera come la licenza GPL.

## Storia
Lo sviluppo iniziale di Openbravo è stato quello di un software di gestione amministrativa creato da due professori dell'Università di Navarra, Nicolas Serrano ed Ismael Ciordia. Furono entrambi coinvolti nella metà degli anni novanta nello sviluppo e la gestione dell'università. Utilizzarono le tecnologie emergenti di Internet per compiere il proprio lavoro, e conseguentemente introdussero un nuovo approccio per le applicazioni web. Questo portò alla realizzazione di una nuova società, inizialmente chiamata Tecnicia, fondata nell'agosto del 2001 da Serrano, Ciordia ed Aguinaga. Il prodotto risultante fu un nuovo ERP.
Nel 2005, due consulenti gestionali, Manel Sarasa e Josep Mitjá, furono chiamati da una società finanziaria per valutare Tecnicia e preparare un piano di business per la sua evoluzione. Nel 2006, i due consulenti entrarono in Tecnicia come CEO e COO rispettivamente. Allo stesso tempo la finanziaria spagnola Sodena investì 6.4 milioni di dollari nel futuro sviluppo della società che intanto cambiò il nome in Openbravo. Nel 2007 venne annunciata l'acquisizione di LibrePOS, un'applicazione Point-of-Sale (POS) web-based. LibrePOS è stato rinominato Openbravo POS. Nel maggio 2008 Openbravo attrasse tre nuovi investitori, Amadeus (UK), GIMV (Belgio) ed Adara (Spagna) per un secondo giro d'investimenti totalizzando 12,5 milioni di dollari. Questi capitali hanno lanciato Openbravo come una delle società leader dell'open source con risorse sufficienti per portare avanti lo sviluppo dei propri prodotti e servizi.

## Prodotti
- Openbravo ERP
- Openbravo POS